# Theo Snelders
Theodorus Antonius Gerardus "Theo" Snelders, född 7 december 1963, är en nederländsk före detta professionell fotbollsmålvakt. Han spelade för fotbollsklubbarna Twente, Aberdeen, Rangers och MVV mellan 1980 och 2001. Snelders spelade också en landslagsmatch för det nederländska fotbollslandslaget mellan 1989 och 1994.

## Titlar
Källa: 
| Aberdeen - Scottish Cup (1) | Rangers - Scottish Football League (2) - Scottish Premier League (1) - Scottish Cup (3) |